# کلاوس برگه
کلاوس برگه (انگلیسی: Klaus Berge؛ زادهٔ ۴ اکتبر ۱۹۶۱) بازیکن فوتبال اهل آلمان است.
از باشگاه‌هایی که در آن بازی کرده‌است می‌توان به باشگاه فوتبال زاربروکن و باشگاه فوتبال شالکه ۰۴ اشاره کرد.